# Tellervo neumanni
Tellervo neumanni är en fjärilsart som beskrevs av Rothschild 1902. Tellervo neumanni ingår i släktet Tellervo och familjen praktfjärilar. Inga underarter finns listade i Catalogue of Life.